# Michael Mortensen
Michael Mortensen (Glostrup, 12 marzo 1961) è un ex tennista danese.

## Carriera
Ottenne il suo best ranking in singolare il 26 novembre 1984 con la 301ª posizione, mentre nel doppio divenne il 18 aprile 1988, il 34º del ranking ATP.
Specialista del doppio, vinse in carriera cinque tornei del circuito ATP su un totale di dodici finali disputate. Dei cinque tornei vinti, quattro furono conquistati nel 1984: l'ATP Nizza, lo Swedish Open e il Grand Prix de Tennis de Toulouse in coppia con il connazionale Jan Gunnarsson e il Geneva Open in coppia con Mats Wilander. L'anno successivo raggiunse i quarti di finale degli US Open in coppia con Hans Simonsson; vennero sconfitti dalle teste di serie numero uno, gli statunitensi Ken Flach e Robert Seguso futuri vincitori del torneo.
Tra il 1979 e il 1990 venne convocato venticinque volte nella squadra danese di Coppa Davis con un bilancio complessivo di ventitré vittorie e ventisette sconfitte.

## Statistiche

### Tornei ATP

#### Doppio

##### Vittorie (5)
| Legenda                                              |
| Grande Slam (0)                                      |
| ATP World Tour Finals (0)                            |
| ATP Super 9 / ATP Masters Series (0)                 |
| ATP Championship Series / ATP International Gold (0) |
| ATP World Series / ATP International Series (5)      |

| Numero | Data              | Torneo                                   | Superficie    | Compagno       | Avversari in finale                   | Punteggio     |
| 1.     | 9 aprile 1984     | ATP Nizza, Nizza                         | Terra rossa   | Jan Gunnarsson | Hans Gildemeister Andrés Gómez Santos | 6-1, 7-5      |
| 2.     | 16 luglio 1984    | Swedish Open, Båstad                     | Terra rossa   | Jan Gunnarsson | Juan Avendaño Fernando Roese          | 6-0, 6-0      |
| 3.     | 17 settembre 1984 | Geneva Open, Ginevra                     | Terra rossa   | Mats Wilander  | Libor Pimek Tomáš Šmíd                | 6-3, 6-4      |
| 4.     | 19 novembre 1984  | Grand Prix de Tennis de Toulouse, Tolosa | Cemento (i)   | Jan Gunnarsson | Pavel Složil Tim Wilkison             | 6-4, 6-2      |
| 5.     | 20 febbraio 1989  | Grand Prix de Tennis de Lyon, Lione      | Sintetico (i) | Eric Jelen     | Jakob Hlasek John McEnroe             | 6-2, 3-6, 6-3 |

##### Sconfitte in finale (7)
| Legenda                                              |
| Grande Slam (0)                                      |
| ATP World Tour Finals (0)                            |
| ATP Super 9 / ATP Masters Series (0)                 |
| ATP Championship Series / ATP International Gold (1) |
| ATP World Series / ATP International Series (6)      |

| Numero | Data              | Torneo                                   | Superficie    | Compagno          | Avversari in finale                   | Punteggio     |
| 1.     | 23 settembre 1985 | Torneo Godó, Barcellona                  | Terra rossa   | Jan Gunnarsson    | Sergio Casal Emilio Sánchez           | 3-6, 3-6      |
| 2.     | 20 aprile 1987    | Monte Carlo Open, Monte Carlo            | Terra rossa   | Mansour Bahrami   | Hans Gildemeister Andrés Gómez Santos | 2-6, 4-6      |
| 3.     | 8 febbraio 1988   | Grand Prix de Tennis de Lyon, Lione      | Sintetico (i) | Blaine Willenborg | Brad Drewett Broderick Dyke           | 6-3, 3-6, 4-6 |
| 4.     | 11 luglio 1988    | Mercedes Cup, Stoccarda                  | Terra rossa   | Anders Järryd     | Sergio Casal Emilio Sánchez           | 0-6, 6-4, 4-6 |
| 5.     | 22 agosto 1988    | Rye Brook Open, Rye Brook                | Cemento       | Jeremy Bates      | Andrew Castle Tim Wilkison            | 6-2, 4-6, 5-7 |
| 6.     | 19 febbraio 1990  | Eurocard Open, Stoccarda                 | Sintetico (i) | Tom Nijssen       | Guy Forget Jakob Hlasek               | 3-6, 3-6      |
| 7.     | 1º ottobre 1990   | Grand Prix de Tennis de Toulouse, Tolosa | Cemento (i)   | Michiel Schapers  | Neil Broad Gary Muller                | 6-7, 4-6      |

### Tornei minori

#### Doppio

##### Vittorie (4)
| Legenda tornei minori |
| Challenger (4)        |
| Futures (0)           |

| Numero | Data              | Torneo                             | Superficie    | Compagno          | Avversari in finale                  | Punteggio     |
| 1.     | 30 maggio 1983    | Tampere Open, Tampere              | Terra rossa   | Peter Bastiansen  | Mike Barr Marko Ostoja               | 6-4, 6-1      |
| 2.     | 12 settembre 1983 | Thessaloniki Challenger, Salonicco | Terra rossa   | Peter Bastiansen  | Mike Myburg Leo Palin                | 7-6, 7-5      |
| 3.     | 26 marzo 1984     | Tunis Challenger, Tunisi           | Terra rossa   | Ernie Fernandez   | Peter Elter Andreas Maurer           | 6-3, 6-4      |
| 4.     | 15 febbraio 1993  | Emden Challenger, Emden            | Sintetico (i) | Martin Laurendeau | Vladimir Gabričidze Dmitrij Poljakov | 3-6, 6-4, 6-2 |